# .500 Black Powder Express

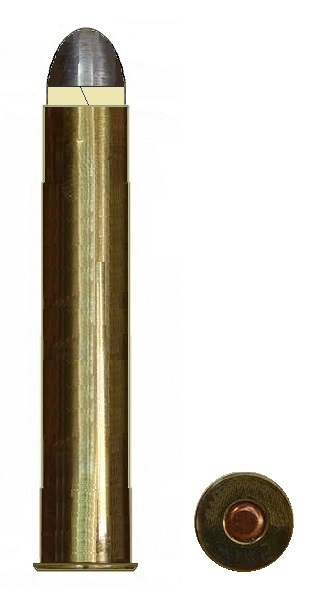
O cartucho .500 Black Powder Express.

.500 Black Powder Express (abreviado como .500 BPE) era na verdade a designação de uma série de cartuchos de pólvora negra de tamanhos variados que surgiram na década de 1860.

## Desenvolvimento
As características gerais do .500 Black Powder Express eram: cartucho de fogo central metálico com aro e formato cilíndrico, destinado ao uso em rifles de tiro único e duplos.
O cartucho foi oferecido em vários comprimentos de estojo, incluindo 1 ½ polegada, 2 polegadas, 2 ¼ polegadas, 2 ⅝ polegadas, 3 polegadas e 3 ¼ polegadas, vários foram bem-sucedidos e tiveram vida longa, outros existiram apenas por um curto período.
Os cartuchos de .500 BPE de 3 e 3 ¼ polegadas sobreviveram até os dias atuais como o .500 3-inch Nitro for Black e o .500 3 ¼-inch Nitro for Black, os mesmos cartuchos carregados com cargas leves de pólvora sem fumaça moderno , cuidadosamente equilibrado por meio de tentativas para replicar a balística da versão de pólvora negra. Os dois cartuchos oferecem desempenho balístico quase idêntico um ao outro e são muito semelhantes aos .50-140 Sharps.

### Cargas Nitro Express
Os cartuchos de 3  e 3 ¼ polegadas foram posteriormente carregados com cordite sem fumaça para criar o .500 Nitro Express, com a versão de 3 polegadas se tornando a mais popular.

### Como estojo pai
Na década de 1870, um cartucho .500 BPE de 3 ¼ polegadas foi reduzido para o calibre .45 polegadas para criar o .500/450 Magnum Black Powder Express que, por sua vez, quando carregado com cordite, tornou-se o .500/450 Nitro Express. Após a proibição pelo governo britânico do envio de cartuchos calibre .450 em 1907 para a Índia e o Sudão, o .500/465 Nitro Express e o .470 Nitro Express foram criados a partir desse cartucho.

## Dimensões

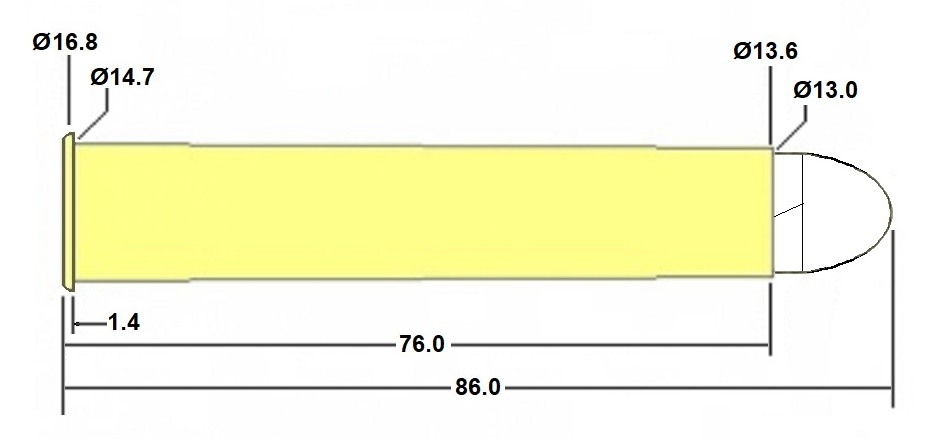

## Utilização
O .500 BPE foi considerado um bom cartucho para caça de médio porte não perigosa e ainda pode ser usado para tal.
O .500 BPE nunca foi seriamente considerado para caça na África, ainda foi um cartucho popular na Índia, considerado um bom cartucho de rifle de uso geral popular para a caça de tigres. Jim Corbett era usuário de um rifle .500 BPE antes de mudar para um rifle duplo em .400 Jeffery Nitro Express, utilizando carga de "cordite Nitro for Black", este rifle foi usado para abater o principal devorador de homens, o Tigre de Champawat.